# Brigitte Saint-Bonnet
Brigitte Saint-Bonnet est une dirigeante sportive, escrimeuse et kinésithérapeute française.
Elle est présidente de la Fédération française d'escrime (FFE) de septembre 2023 à octobre 2024.

## Biographie
Brigitte Saint-Bonnet est diplômée en kinésithérapie et exerce cette profession jusqu’à sa retraite.

## Sport
Escrimeuse de niveau national au fleuret, elle a présidé le club d’Ecully Escrime et le Comité escrime Rhône Métropole de Lyon,.
Le 29 septembre 2023, Brigitte Saint-Bonnet est nommée à 66 ans, présidente par intérim de la Fédération française d'escrime en remplacement de Bruno Gares qui a présenté sa démission pour « raisons personnelles ». Elle était avant-cela, vice-présidente chargée du développement, de l’innovation et des nouvelles technologies. 
Sa nomination, à dix mois des Jeux olympiques de Paris, s’effectue dans un contexte particulièrement agité. Une enquête de l’inspection générale, diligentée par le ministère des Sports est en cours depuis le mois mars, après plusieurs signalements internes alertant sur la mauvaise gestion fédérale de Bruno Gares. Lionel Plumenail, manager du fleuret femmes vient de démissionner, Hugues Obry, manager des épéistes est en difficultés et trois sabreurs ont décidé de quitter l’Institut national du sport, de l'expertise et de la performance (Insep), dont Maxime Pianfetti, vice-champion du monde 2022,,.  
Elle est confirmée, samedi 21 octobre 2023, dans ses fonctions de présidente de la FFE à l’issue du vote du comité directeur réuni à Strasbourg.  
Pour la première fois, les six équipes de l’escrime française sont qualifiées pour les Jeux Olympiques et elle fixe comme objectif de remporter huit médailles,. Elle est la première porteuse de la flamme olympique à Colmar.  
Brigitte Saint-Bonnet n'est pas candidate à sa succession et Rémy Delhomme, ancien épéiste, devient président de la FFE à partir du 13 octobre 2024.  